# Amos (miasto)
Amos – miasto w Kanadzie, w prowincji Quebec, w regionie Abitibi-Témiscamingue i MRC Abitibi, położone nad Harricaną. Amos jest trzecim najważniejszym miastem regionu, po Rouyn-Noranda i Val-d’Or.
Obszar dzisiejszego miasta należał aż do 13 lutego 1898 do Terytoriów Północno-Zachodnich. Tego dnia cały obszar dzisiejszego regionu Abitibi-Témiscamingue został dekretem federalnym włączony do Quebecu. Ten dziewiczy rejon szybko stał się celem kolonizacji francuskojęzycznych Kanadyjczyków znad Rzeki Świętego Wawrzyńca. Pierwsi osadnicy pojawili się nad Harricaną w 1910 roku. W 1914 roku powstała oficjalnie wieś Amos, która w roku 1925 zmieniła status na miasto.
Liczba mieszkańców Amos wynosi 12 584. Język francuski jest językiem ojczystym dla 98,4%, angielski dla 0,8% mieszkańców (2006).